# Liam Bossin
Liam Bossin (Sint-Pieters-Woluwe, 15 juli 1996) is een Iers-Belgische doelman. Sinds 2023 stond hij onder contract bij FC Dordrecht, voordat hij naar Feyenoord vertrok.

## Clubcarrière
Bossin debuteerde tijdens het seizoen 2012/13 in het eerste elftal van WS Woluwe, in tweede klasse. Hij speelde drie wedstrijden dat seizoen, waarin hij zich tegen AFC Tubize, Lommel United en KAS Eupen vijfmaal moest omdraaien. Op 23 mei 2013 tekende hij na een proefperiode bij RSC Anderlecht. Twee jaar later sloot hij aan bij de A-kern, waar hij vierde doelman werd na Silvio Proto, Davy Roef en Frank Boeckx. Na het vertrek van Proto kreeg hij daar ook nog de concurrentie van Rubén en de drie jaar jongere Mile Svilar bij.
In juli 2017 ondertekende de transfervrije Bossin een contract voor twee seizoenen bij de Engelse tweedeklasser Nottingham Forest. Daar kon hij niet doorbreken bij de hoofdmacht, waarop hij na het aflopen van zijn contract enkele maanden zonder club bleef. Pas in december 2019 vond hij met Cork City FC een nieuwe club. Daar startte hij het seizoen 2020 als eerste doelman. Op de vierde speeldag raakte hij echter geblesseerd. Na de herneming na de coronapandemie raakte hij zijn plaats kwijt aan de 39-jarige Mark McNulty. Op het einde van het kalenderjaar liep zijn contract bij Cork City af.
In januari 2021 tekende de transfervrije Bossin bij het Nederlandse FC Dordrecht, waar hij het vertrek van Anthony Swolfs moest opvangen. In januari 2025 huurde Feyenoord Bossin tot het eind van het lopende seizoen om een extra doelman te hebben door de langdurige blessure van Justin Bijlow. Hierbij sloten ze een optie tot koop bij af. Op 30 mei van dat jaar maakte Feyenoord bekend deze optie te lichten, waardoor Bossin voor 2 jaar de overstap naar Rotterdam maakte.

## Clubstatistieken
| Seizoen         | Club              | Land               | Competitie              | Competitie | Competitie | Beker | Beker | Totaal | Totaal |
| Seizoen         | Club              | Land               | Competitie              | Wed.       | Dlp.       | Wed.  | Dlp.  | Wed.   | Dlp.   |
| --------------- | ----------------- | ------------------ | ----------------------- | ---------- | ---------- | ----- | ----- | ------ | ------ |
| 2012/13         | White Star Woluwe | Vlag van België    | Tweede klasse           | 3          | 0          | 0     | 0     | 3      | 0      |
| 2013/14         | RSC Anderlecht    | Vlag van België    | Jupiler Pro League      | 0          | 0          | 0     | 0     | 0      | 0      |
| 2014/15         | RSC Anderlecht    | Vlag van België    | Jupiler Pro League      | 0          | 0          | 0     | 0     | 0      | 0      |
| 2015/16         | RSC Anderlecht    | Vlag van België    | Jupiler Pro League      | 0          | 0          | 0     | 0     | 0      | 0      |
| 2016/17         | RSC Anderlecht    | Vlag van België    | Jupiler Pro League      | 0          | 0          | 0     | 0     | 0      | 0      |
| 2017/18         | Nottingham Forest | Vlag van Engeland  | Championship            | 0          | 0          | 0     | 0     | 0      | 0      |
| 2018/19         | Nottingham Forest | Vlag van Engeland  | Championship            | 0          | 0          | 0     | 0     | 0      | 0      |
| 2020            | Cork City FC      | Vlag van Ierland   | Premier Division        | 7          | 0          | 2     | 0     | 9      | 0      |
| 2020/21         | FC Dordrecht      | Vlag van Nederland | Keuken Kampioen Divisie | 10         | 0          | 0     | 0     | 10     | 0      |
| 2021/22         | FC Dordrecht      | Vlag van Nederland | Keuken Kampioen Divisie | 38         | 0          | 1     | 0     | 39     | 0      |
| 2022/23         | FC Dordrecht      | Vlag van Nederland | Keuken Kampioen Divisie | 38         | 0          | 0     | 0     | 38     | 0      |
| 2023/24         | KV Oostende       | Vlag van België    | Challenger Pro League   | 12         | 0          | 0     | 0     | 29     | 0      |
| 2024/25         | FC Dordrecht      | Vlag van Nederland | Keuken Kampioen Divisie | 0          | 0          | 0     | 0     | 0      | 0      |
| Carrière totaal | Carrière totaal   | Carrière totaal    | Carrière totaal         | 125        | 0          | 3     | 0     | 128    | 0      |

Bijgewerkt op 18 maart 2021.

## Interlandcarrière
Bossin werd geboren in België, maar heeft langs moederkant ook Ierse roots. In 2014 werd hij voor het eerst opgeroepen voor de –19 van Ierland. Later speelde hij ook voor de Ierse –21.
1 Bijlow ·
2 Nieuwkoop ·
3 Beelen ·
4 Hwang ·
5 Smal ·
6 Zerrouki ·
7 Moder ·
8 Timber  ·
9 Ueda ·
10 Stengs ·
11 Hartman ·
14 Paixão ·
15 González ·
16 Bueno ·
17 Ivanušec ·
18 Trauner ·
19 Carranza ·
20 Mitchell ·
21 Andreev ·
22 Wellenreuther ·
23 Hadj Moussa ·
25 't Zand ·
26 Read ·
27 Milambo ·
28 Targhalline ·
30 Lotomba ·
31 Carrillo ·
33 Hancko ·
34 Nadje ·
38 Osman ·
39 Bossin ·
Coach: Van Persie ·
Assistent-trainer: Hake ·
Assistent-trainer: Pinas ·
Assistent-trainer: Reijnen ·
Assistent-trainer: De Wolf ·
Keeperstrainer: Nieminen